# George McCartney
George McCartney (*Belfast, Irlanda del Norte, 29 de abril de 1981), exfutbolista norirlandés. Jugaba de defensa y su último club fue el West Ham United de Inglaterra. Poseedor de un potente tiro de distancia.

## Selección nacional
Ha sido internacional con la Selección de fútbol de Irlanda del Norte, ha jugado 34 partidos internacionales y ha anotado 1 gol.

## Clubes
| Club            | País       | Año       |
| --------------- | ---------- | --------- |
| Sunderland AFC  | Inglaterra | 1998-2006 |
| West Ham United | Inglaterra | 2006-2008 |
| Sunderland AFC  | Inglaterra | 2008-2010 |
| Leeds United    | Inglaterra | 2010-2011 |
| West Ham United | Inglaterra | 2011-2014 |

## Palmarés

### Campeonatos nacionales
| Título                       | Club           | País       | Año  |
| ---------------------------- | -------------- | ---------- | ---- |
| Football League Championship | Sunderland AFC | Inglaterra | 2005 |